# 瓦爾塔納巴巴區
瓦爾塔納巴巴區是索馬利亞的一個區，位於該國東南方的巴納迪爾州，其管轄區域包括國家首都摩加迪休的部分地區。
瓦爾塔納巴巴區舊稱瓦爾迪格萊區，後於2012年4月改為現名。現任的區專員Yasin Nur Isse於2014年4月24日接任Hussein Ibrahim Ali的職位。
索馬利亞聯邦議會大樓和摩加迪休體育館皆位於此區。

## 外部鏈結
- Districts of Somalia （页面存档备份，存于）
- 瓦爾塔納巴巴區行政區域圖 （页面存档备份，存于）